# Фримонт (окръг, Уайоминг)
Вижте пояснителната страница за други значения на Фримонт.
Окръг Фримонт (на английски: Fremont County) е окръг в щата Уайоминг, Съединени американски щати. Площта му е 23 999 km², а населението – 40 242 души (2016). Административен център е град Лендър.